# Julien Marie Cosmao-Kerjulien
Julien Marie Cosmao Kerjulien, né le 27 novembre 1761 à Châteaulin et mort le 17 février 1825 à Brest, est un contre-amiral français. Surnommé « Va de bon cœur » par ses marins, Napoléon Ier dit de lui : « Il est le meilleur marin de l'époque et personne n'a été plus brave et plus généreux. »

## Volontaire à quinze ans dans la marine
Fils de Jacques Cosmao (1718-1780), notaire puis procureur royal à Châteaulin, et de Louise Jacquette Cuzon (1728-1802), il est le 13e de leurs quinze enfants. C'est par la suite qu'il adjoignit à son nom le surnom de Kerjulien, sans doute pour se différencier de trois de ses frères qui servaient également dans la marine.
À 15 ans, ne voulant pas devenir notaire comme son père le souhaitait, il s'enfuit de chez lui et rejoint Brest où, avec la complicité de son frère ainé, Guillaume Cosmao Dumanoir, secrétaire du Commandant de la marine à Brest, il s'engage dans la marine comme volontaire.

## Officier bleu pendant la guerre d’Amérique
Il embarque sur l’Aigrette en 1776 et fait campagne pendant un an aux Antilles.
Il embarque ensuite sur la frégate l’Oiseau, expédiée sur les côtes de l'Atlantique. Pendant cette seconde campagne, Cosmao se fait remarquer dans deux combats. Le premier, devant Bordeaux contre une frégate anglaise de premier rang que l’Oiseau force à s'éloigner. Le second, dans l'ouest de Belle-Ile, contre un corsaire anglais de 24 canons de 12, dont la frégate française s'empare, après un engagement très vif.
Passé en janvier 1779 sur l’Hirondelle, frégate de 20 canons, il prend part, le 16 septembre suivant, à un combat opiniâtre contre deux corsaires anglais : l'un de 14 canons, l'autre de 12, qui furent très maltraités et réduits à fuir, après une lutte de trois heures. Quinze jours plus tard, l’Hirondelle oblige un corsaire de 16 canons à se jeter à la côte, à l'entrée de la rivière de Suriname, et, le 10 juillet 1780, la frégate française capture deux bâtiments de la Compagnie des Indes richement chargés.
Cosmao, nommé lieutenant de frégate, au mois de novembre 1781, fait dans l'Atlantique, sur les vaisseaux le Pégase (Vaisseau de 74 canons) et le Protecteur (74), plusieurs croisières suivies d'une expédition à Terre-Neuve, sur la flûte la Fidèle qu'il commande. 
La réputation d'habile manœuvrier qu'il avait su mériter, le fait nommer sous-lieutenant de vaisseau en 1786, il fait partie de la première promotion des sous-lieutenants de vaisseau, grade créé pour intégrer de façon permanente au corps des officiers de marine du roi des roturiers anciens officiers auxiliaires (« officiers bleus »). Il est recherché successivement des commandants de la Lourde, de la Vigilante et de la Dorade. Il fait sur ces bâtiments diverses campagnes dans les mers du Nord et aux Antilles, jusqu'en 1787, époque à laquelle il obtient d'abord le commandement du Vanneau et, deux mois après, celui de la gabarre la Boulonnaise qu'il conserve pendant deux ans. Il est ensuite notamment second capitaine sur la Précieuse.
Promu lieutenant de vaisseau en mai 1792, Cosmao prend le commandement du Brave (74), puis celui de la gabarre (ou bombarde) la Sincère. Il fait partie de la division Latouche-Tréville envoyée en renfort de l’escadre aux ordres de l'amiral Truguet dans la Méditerranée et participe aux différentes actions de la campagne, notamment aux bombardements d’Oneglia et de Cagliari (Sardaigne).

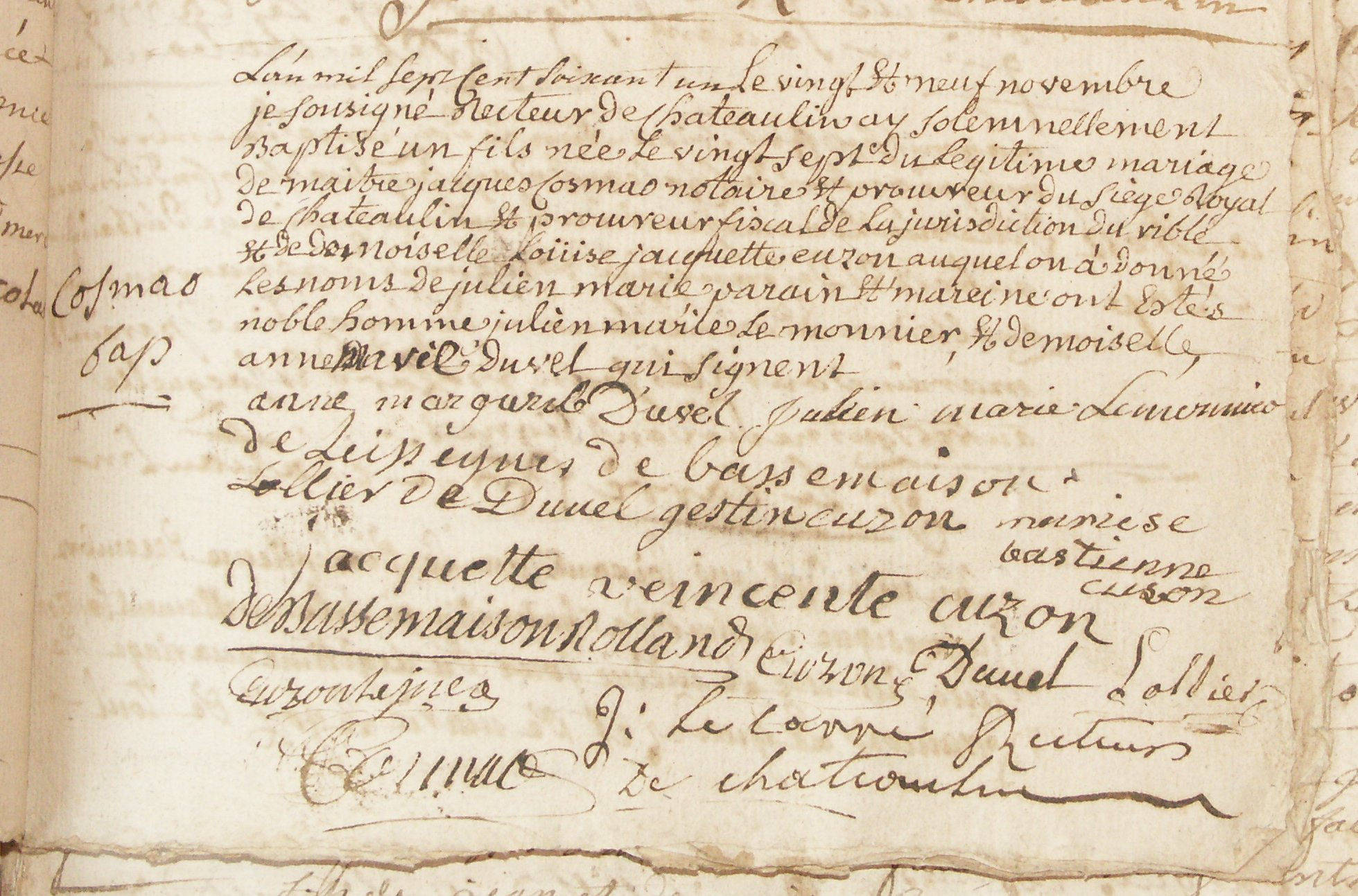
Acte de naissance de Julien-Marie Cosmao Kerjulien - Mairie de Châteaulin (Finistère)

## Capitaine de la République puis de l'Empire
Nommé capitaine de vaisseau à compter du 1er avril 1793, il commande le Centaure (un vaisseau de 74 canons), le Commerce de Marseille (74) et le Duguay-Trouin (Classe Téméraire). Il fait partie du 25 au 29 août 1793 avec ce dernier vaisseau de la rébellion républicaine de la flotte de la Méditerranée contre l'amiral royaliste Trogoff lors du siège de Toulon.
En 1794, il est nommé capitaine de pavillon du Tonnant (80), monté par le contre-amiral Delmotte, et faisant partie d'une armée navale de quinze vaisseaux, six frégates et trois bricks, commandée par le contre-amiral Martin. Lors de la sortie le 5 juin 1794, d'une division de sept vaisseaux, cinq frégates et une corvette, Cosmao commande toujours le Tonnant.
Le 1er mars 1795, l'armée entière sort cette fois, Cosmao encore capitaine du Tonnant a à son bord le contre-amiral Delmotte. Lors de l'engagement qui a lieu, le 7 du même mois, entre la frégate française l’Alceste et le HMS Berwick, le Tonnant, arrivé sur le champ de bataille deux heures après le commencement de l'action, tire trois coups de canon après lequel le Berwick amène son pavillon. Cinq jours après, l'armée est rencontrée sous le cap Noli  par une escadre anglaise de treize vaisseaux, deux corvettes et un cutter. Dans cette affaire, le Ça Ira (80) et le Censeur (74) sont pris, malgré le secours de quatre vaisseaux, du nombre desquels était le Tonnant.
Devenu chef de division, Cosmao commande successivement et sans interruption, de 1797 à 1805, six vaisseaux différents, sur lesquels il fait plusieurs campagnes. Commandant le Jemmapes (74) en 1798 ; il participe au raid de Bruix en 1799 de Brest à Toulon et retour. Dans l’escadre Dordelin à compter de 1801, il croise jusqu’à Saint-Domingue au commandement des vaisseaux l’Océan (118), puis l’Alliance et enfin le Mont-Blanc (74). À Saint-Domingue, il commande plusieurs stations et prend part à quelques-uns des combats livrés aux esclaves révoltés.

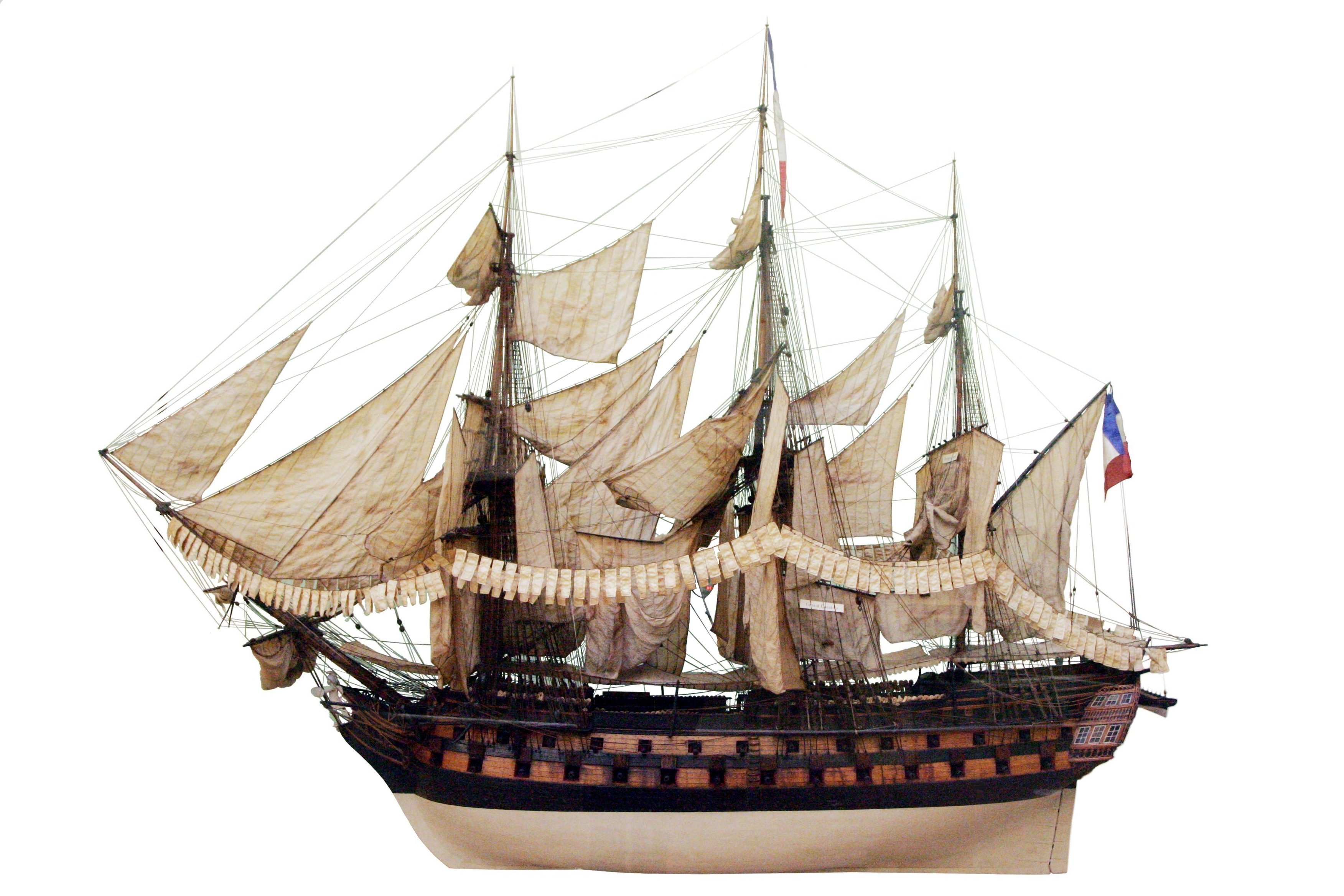
Le Pluton flambant neuf en 1805 comme fera la campagne de Trafalgar.

Il commande ensuite, en 1805, le vaisseau le Pluton (classe Téméraire), faisant partie de l'armée franco-espagnole de dix-huit vaisseaux, sept frégates, une corvette et un brick, commandée par le vice-amiral Villeneuve, qui, après avoir appareillé de Toulon en mars, atteint la Martinique à la fin de mai 1805.

### La prise du Rocher du Diamant (31 mai au 2 juin 1805)

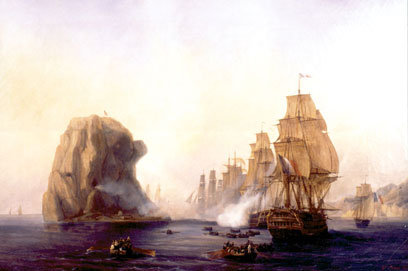
La flotte française commandée par Cosmao-Kerjulien attaquant le Rocher du Diamant. Huile sur toile d'Auguste Mayer. Original à la mairie de Châteaulin et copie au château de Versailles.

Le rocher du Diamant (haut de 176 m), situé à une dizaine de kilomètres à vol d'oiseau au sud de Fort-de-France (Fort Royal à l'époque), avait été occupé au début de 1804 par les Britanniques qui y avaient aménagé des défenses avec des réserves de vivres et munitions. Observatoire privilégié, avec une visibilité pouvant atteindre 70 kilomètres, il permettait de contrôler les accès et sorties de Fort-de-France qui se font principalement par le sud. Dans le passé, un essai pour réduire la position, avec des chaloupes, avait échoué en raison des forts courants. Le Vice-amiral Villaret-Joyeuse, capitaine-général de la Martinique, sollicite l'amiral Villeneuve pour réduire ce « symbole d'insolence aux portes de la Martinique », lequel accepte de se prêter à cette opération qui, du reste, avait été formellement prescrite par Napoléon.
Une division composée des vaisseaux le Pluton et le Berwick, de la frégate la Syrène et des corvettes la Fine et l’Argus, est chargée, sous le commandement du capitaine de vaisseau Cosmao, de transporter les troupes destinées à l'opération projetée et de les soutenir.
Le 31 mai 1805, à l'aube, la division du capitaine Cosmao s'approche du Diamant, accompagnée de quatre chaloupes et de quatre canots, fournis par moitié par l'escadre française et moitié par l'escadre espagnole. Le feu des vaisseaux et autres bâtiments de la division force les Anglais à abandonner le bas du rocher. Malgré la riposte des assiégés, les embarcations parviennent ensuite à effectuer leur débarquement. Aussitôt débarquées, les troupes sont bientôt maîtresses de la base du rocher, mais la progression vers le haut se heurte à une vive opposition des Anglais en position dominante. Dans la nuit, des renforts en personnel, vivres, munitions et matériel d'escalade leur parviennent. Une première tentative échoue.
La journée du 1er juin est consacrée à des reconnaissances et à la préparation de la reprise de la progression. De nouveaux renforts parviennent dans la nuit du 1er au 2. Un passage, trouvé par un petit groupe, permet à quelques hommes de prendre pied sur une plateforme au-dessus des positions françaises, à partir de laquelle, ils lancent des cordes qui permettent ainsi à un renfort de grimper à leur hauteur. À partir de là, les Français escaladent de partout et s'emparent des grottes où étaient entreposées les réserves anglaises : les vivres, les munitions et surtout l'eau. Les Anglais hissent alors sur le sommet du rocher le pavillon de reddition qui est retransmis aux combattants.
Il s'agit d'un authentique fait d'armes, dont avait bien besoin l'escadre. L'organisation générale de l'attaque et la détermination avec laquelle les navires avaient apporté leur soutien, pour l'acheminement des troupes, par l'appui-feu et par l'approvisionnement et le renforcement des assaillants, sont à mettre au crédit du chef de l'expédition, Cosmao Kerjulien.
L'amiral Villeneuve en rendit compte en ces termes : « Cette affaire peu importante en elle-même, peut être considérée comme un beau fait d'armes, par les difficultés qu'elle présentait, et la réunion des moyens de défense que l'ennemi avait rassemblés. Elle fait le plus grand honneur à tous ceux qui y ont été employés : au capitaine Cosmao… qui a manœuvré avec beaucoup de hardiesse et d'habileté… »

### Le combat des Quinze-Vingts (22 juillet 1805)

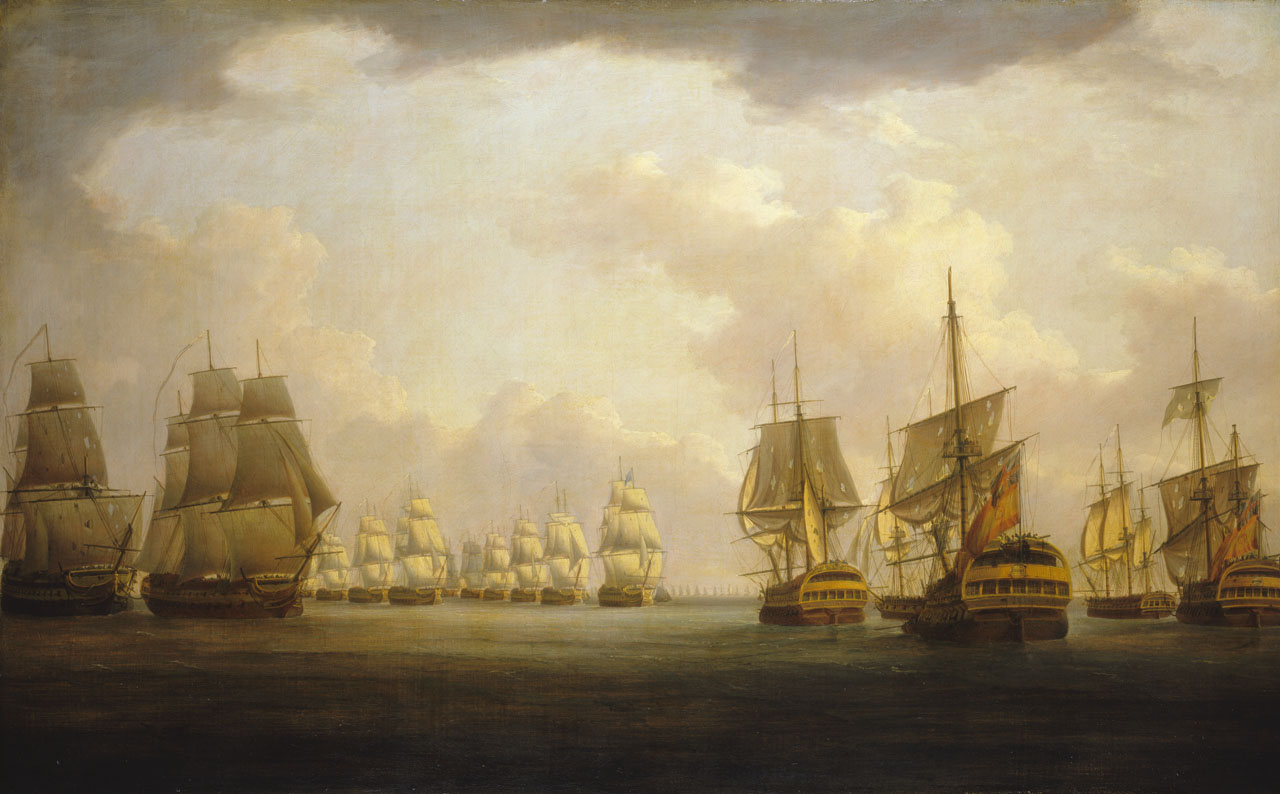
Le combat des Quinze-Vingts

Le 22 juillet 1805, l'escadre franco-espagnole comprenant vingt vaisseaux aux ordres du vice-amiral Villeneuve fait voile vers le Ferrol par la latitude du cap Finisterre. Elle rencontre l'escadre anglaise de quinze vaisseaux commandée par l'amiral Robert Calder. L'escadre franco-espagnole se met en ordre de bataille, les vaisseaux espagnols en avant-garde, et le Pluton en tête des vaisseaux français.
Le combat s'engage entre les avant-gardes, dans des conditions de visibilité très médiocres. Cosmao Kerjulien s'aperçoit que le vaisseau espagnol le Firme, serre-file de ceux de sa nation, démâté de plusieurs de ses mâts, dérive dans la ligne anglaise, ainsi qu'un autre espagnol, le San-Raphaël. Il quitte alors son poste et vient se placer entre les Britanniques et le Firme. Cette belle et audacieuse manœuvre aurait eu tout le succès qu'en attendait Cosmao, si les vaisseaux placés derrière le Pluton avaient pu l'imiter. Mais la brume et la fumée les en empêchent et, se trouvant seul contre plusieurs vaisseaux ennemis, il se voit forcé d'aller reprendre son poste. Le Firme tombe au pouvoir des Anglais ainsi que le San Raphaël.
Pendant que Cosmao se dévoue ainsi pour venir au secours de vaisseaux alliés, trois autres : le Terrible, l’España et l’America, fort maltraités, tombent sous le vent de la ligne. Le Pluton quitte encore son poste pour couvrir ces vaisseaux de son feu. Mais, plus heureux cette fois, il les empêche d'être enveloppés et pris.

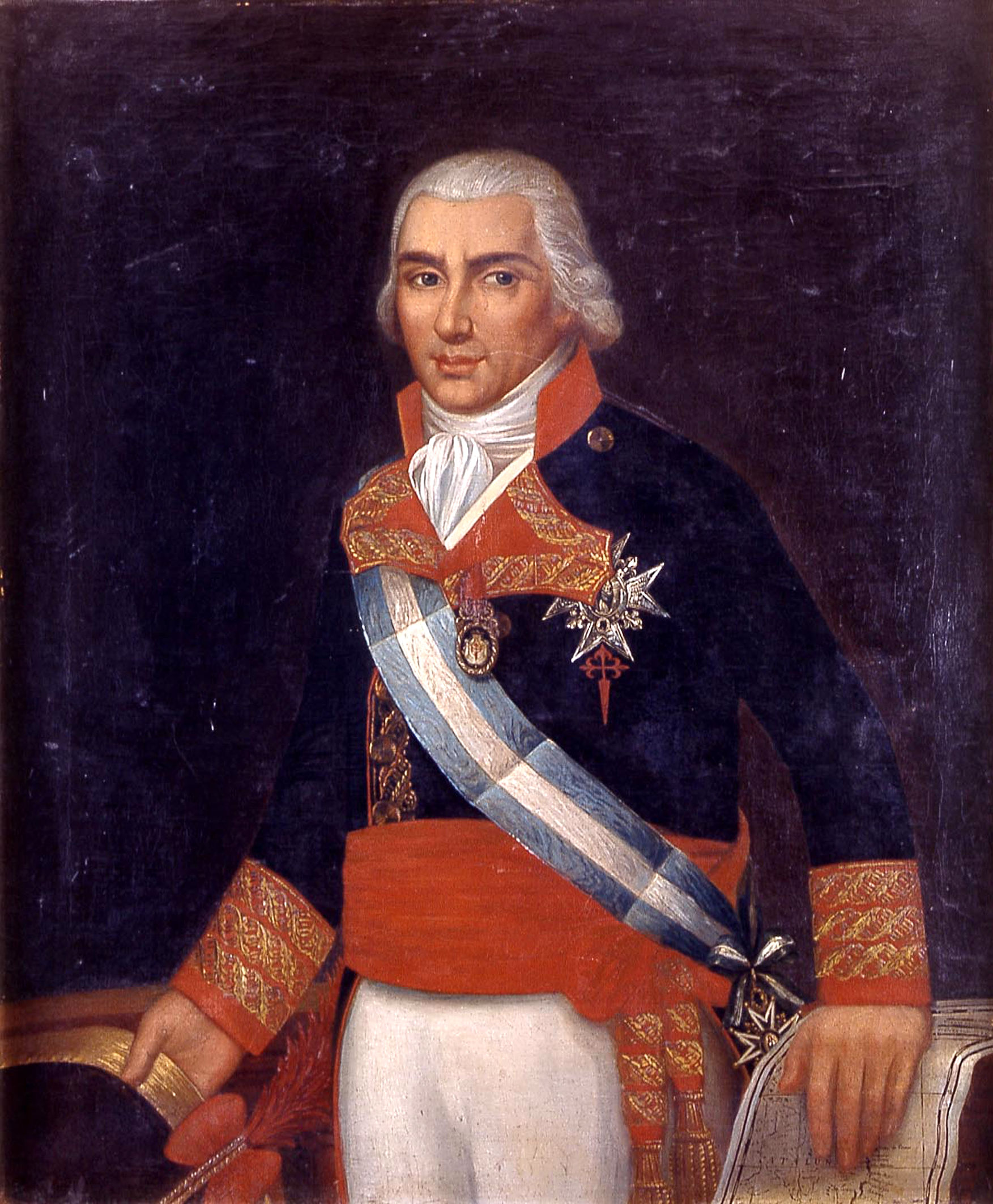
Amiral Federico Carlos Gravina y Nápoli.

Cette bataille ne fut probante pour aucun des deux adversaires, aucun n'ayant su prendre l'avantage sur l'autre, les Britanniques ayant toutefois capturé deux vaisseaux espagnols. L'amiral espagnol Gravina en voulut un peu à Villeneuve de ne pas avoir été plus agressif pour reprendre ces vaisseaux aux Anglais, mais lui et tous les Espagnols avaient remarqué les efforts de Cosmao et lui en témoignèrent une profonde gratitude.

### La bataille de Trafalgar (21 octobre 1805)

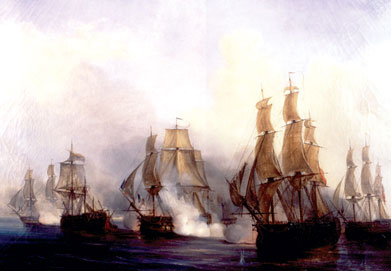
Le combat du Pluton à Trafalgar. Huile sur toile d'Auguste Mayer. Original à la mairie de Châteaulin.

Au début de l'action, Cosmao indique à l'amiral Magon, qui le suit à bord de l’Algésiras, son intention de s'opposer par tous les moyens à un franchissement de la ligne devant lui. Constatant que le Monarca est en panne, il serre le vent pour s'opposer à la tentative du HMS Mars, troisième vaisseau de Collingwood, de s'infiltrer dans le dispositif allié et le combat de très près et avec avantage pendant une demi-heure. Le Mars, avec de lourdes pertes et son gréement détruit, ne peut plus manœuvrer et se met à dériver. Il ne participe plus au combat. L'arrivée d'un trois-ponts britannique qui menace son arrière le contraint à renoncer à l'abordage qu'il s'apprêtait à tenter. Serrant toujours le vent, le Pluton combat d'autres adversaires jusqu'à 16 h 45, puis exécute à 17 h 30 le signal de ralliement général et absolu hissé à bord du Principe de Asturias de Gravina.
Cosmao donne fort peu de détails dans son rapport. Il décrit cependant l'état de son vaisseau à la fin du combat : « Ma 2e batterie était complètement encombrée d'éclats, neuf pièces démontées, plusieurs avaient leurs bragues coupées et j'avais fait descendre pour débarrasser la batterie le peu d'hommes qui me restaient sur la dunette et les gaillards. Le vaisseau faisait deux pieds et demi d'eau bâbord amures et ne pouvait étancher sur l'autre bord, le gréement et la voilure ne tenant plus ; j'avais enfin 280 hommes, tant tués que blessés. »

### L'action du 23 octobre 1805 au large de Cadix

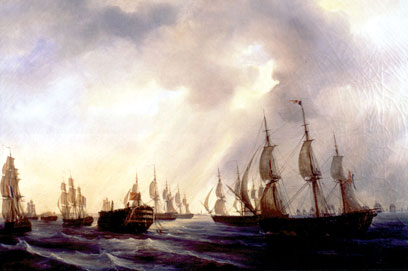
Le retour à Rota après l'action. Huile sur toile d'Auguste Mayer. Original à la mairie de Châteaulin.

Le 23 octobre 1805 (le surlendemain de la bataille), l'amiral Gravina lui ayant transmis le commandement des navires mouillés à Rota, à l'entrée du golfe de Cadix, la flotte britannique ayant été aperçue à l'horizon, Cosmao décide d'en profiter. En une demi-journée, il fait réparer le gréement du Pluton, et, malgré l'état de son vaisseau, il emprunte quelques matelots à la frégate l’Hermione et se porte à la rencontre des vaisseaux anglais, avec une division composée de trois vaisseaux français (le Pluton, le Neptune et le Héros) et deux espagnols (le Rayo et le San Francisco de Asis), cinq frégates et trois corvettes.
La brise est favorable ; les navires alliés ne tardent pas à approcher la flotte britannique, laquelle marche avec une excessive lenteur. Les vaisseaux britanniques, épuisés par la lutte de l'avant-veille, se dérobent à un nouveau combat et abandonnent leurs captures. C'était ce que Cosmao voulait. Il leur enlève la Santa Anna et le Neptuno qui sont ramenées à Rota par les frégates françaises.
Cosmao, apercevant au loin plus de vingt bâtiments, fait rentrer sa division, dont l'état ne lui permettait pas de risquer un nouveau combat. De son côté, l'amiral Collingwood, de crainte de nouvelles attaques, et le mauvais temps persistant, décide de couler ou incendier quatre prises : la Santisima Trinidad, l’Argonauta, le San Augustino et l’Intrépide. En définitive, un seul navire capturé à la bataille de Trafalgar sera incorporé à la flotte anglaise : l'espagnol San Juan Nepomuceno.
Cette sortie reflète bien l'état d'esprit des survivants désireux de prendre une revanche et constitue un effort courageux pour sauver ce qui pouvait l'être de ce grand désastre, même si le résultat est décevant : seul le Santa Anna parvient au port, le Neptuno et le Rayo font naufrage au large de Rota. Cosmao Kerjulien a cependant, encore une fois, bien mérité son surnom de « Va-de-bon-cœur » ainsi que l'estime des Espagnols.

## Contre-amiral sous l’Empire

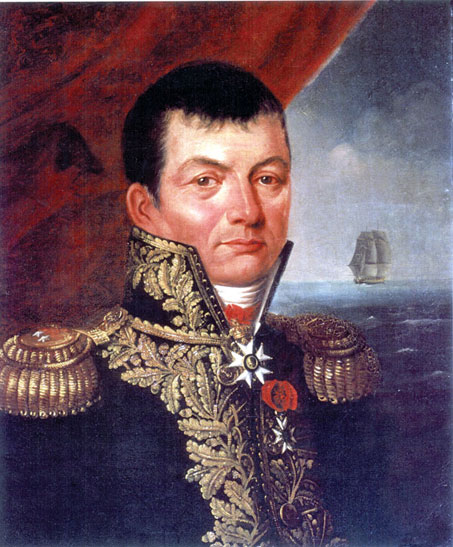
Portrait de Cosmao-Kerjulien par Auguste Mayer. Original à la mairie de Châteaulin.

Sa conduite à la bataille du cap Finisterre ainsi qu'à la bataille de Trafalgar et les jours suivants lui vaut d’être honoré du titre de Grand d'Espagne de 1re classe et d’être promu contre-amiral en mai 1806.
Il commande ensuite une division de l’escadre Ganteaume à Toulon. Il effectue plusieurs campagnes en Méditerranée, en particulier vers Corfou et assure le ravitaillement de Barcelone.

### Le ravitaillement de Corfou (février 1808)
En février 1808, le vice-amiral Ganteaume reçoit mission de ravitailler et renforcer Corfou. À la tête de l'escadre de la Méditerranée, il dispose des deux divisions des contre-amiraux Allemand et Cosmao Kerjulien.
Le 10 février 1808, l'escadre appareille, la division Cosmao en tête, composée des vaisseaux le Robuste (vaisseau amiral) et le Borée, de la corvette la Mohawk et de la flûte le Var. Il avait reçu les instructions écrites (qui s'avéreront très insuffisantes) de Ganteaume lui prescrivant, s'il était séparé de l'escadre, de ne pas s'approcher seul de l'ile de Corfou et d'attendre l'escadre au point de rendez-vous fixé au Cap Sainte Marie (Santa Maria di Leuca), au sud-est du golfe de Tarente, et de se réfugier si besoin à Tarente, pour éviter tout engagement avec des forces supérieures.
Dès la sortie de Toulon, l'état de la mer est tel que la division est d'emblée séparée du reste de l'escadre. Cependant, Cosmao garde sa division groupée et rejoint rapidement, le 19 février, le point de rendez-vous. En cours de route, il récupère même quelques navires de l'escadre égarés : notamment les vaisseaux le Génois et l’Annibal. Ayant aperçu des forces ennemies menaçantes, conformément aux consignes de Ganteaume, Cosmao gagne le port de Tarente où il entre le 24 février. N'ayant que des instructions très incomplètes sur la mission que devait remplir Ganteaume, il sollicite vivement des ordres du roi de Naples (Joseph Bonaparte, frère de Napoléon). Presque au même moment, le 23 février, Ganteaume entre à Corfou, sans être passé au cap Saint Marie pour rallier la division Cosmao comme cela était prévu.
Après bien des hésitations, ignorant que Ganteaume avait rejoint Corfou, Joseph se décide à écrire à Cosmao de tenter d'exécuter seul ce qu'il devait exécuter avec le reste de l'escadre. C'est le 8 mars, aussitôt ce dernier cingle vers Corfou qu'il atteint le 12 mars, retrouvant, à son grand soulagement, le reste de l'escadre mouillée à Corfou.

### Le ravitaillement de Barcelone (avril-mai 1809)

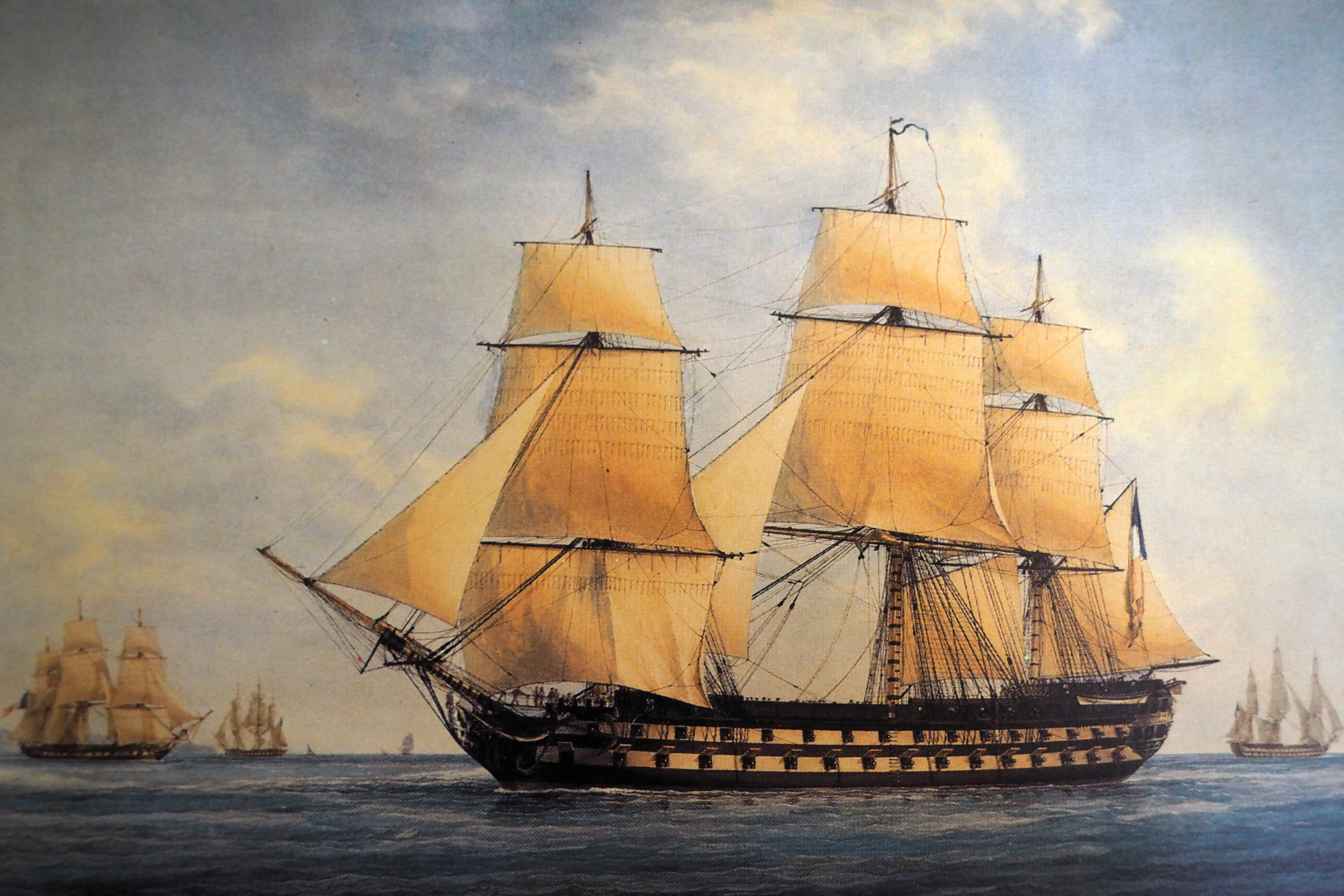
Le Robuste, vaisseau de 80 canons, de la Classe Tonnant

Le 7 avril 1809, Cosmao Kerjulien reçoit l'ordre du vice-amiral Ganteaume de prendre à Toulon le commandement d'une division comprenant cinq vaisseaux : le Robuste (navire amiral), le Donawerth, le Génois, le Borée, le Lion, et les frégates la Pénélope et la Pauline, avec dix à douze bâtiments chargés de vivres et de munitions destinés au déblocage et au ravitaillement de la garnison de Barcelone.
Les renseignements donnent à penser que la flotte anglaise est en Sicile ou à Malte en train de se ravitailler. Les Anglais ne sont pas non plus signalés aux Baléares (alors qu'ils y sont) et n'ont qu'une frégate de surveillance au large de Barcelone, mais une division comprenant plusieurs frégates est à l'ancre à proximité de Barcelone (à l'ouest).
Il est recommandé en conséquence à Cosmao Kerjulien de faire route directement sur Barcelone et de s'y attarder le moins possible. Pour le retour sur Toulon, en cas de poursuite par la flotte anglaise et pour éviter la croisière anglaise au large de Toulon, on imagine plusieurs solutions de manœuvres évasives par la Sardaigne ou la Corse.
Comme d'habitude, Cosmao Kerjulien conduit cette opération avec détermination et énergie, comme un véritable raid, si bien que, bénéficiant aussi d'un certain facteur chance, il mène à bien sa mission complètement et sans aucun incident, échappant de peu à l'escadre britannique. Mais il a su organiser sa division de manière à s'assurer d'une bonne marche, de la maîtrise du temps et d'une progression groupée qui lui a permis d'agir rapidement et d'échapper ainsi à la vigilance anglaise.
Pour une fois, le Ministre de la Marine, Decrès, lui adresse le 9 mai  des félicitations par l'intermédiaire du vice-amiral Ganteaume  pour le succès de l'opération considérée comme très importante et souligne sa parfaite exécution : « Recevez mes félicitations sur le danger auquel a su échapper le contre-amiral Cosmao ».
En 1810, Cosmao Kerjulien fait partie du Conseil de Guerre réuni sur ordre de Napoléon pour juger de la conduite du contre-amiral Dumanoir lors de la bataille de Trafalgar. C'était le seul membre de ce conseil à avoir participé à la bataille. Le Conseil, à la surprise générale, acquitte Dumanoir. On raconte que Napoléon, sur le Northumberland qui l'emmenait à Sainte-Hélène, faisait grand cas du fait « que Cosmao aurait brisé son épée lorsqu'on aurait rendu la sienne à Dumanoir. Une réaction aussi vive de Cosmao est surprenante dans la mesure où il était membre dudit conseil qui avait prononcé l'acquittement, à moins qu'elle ne traduise de graves dissensions en son sein ou que celles-ci n'aient pu s'exprimer, les délibérations ayant lieu en public. »
Baron d'Empire en 1810, il commande une division de l’escadre de l’Escaut en 1811 à Anvers puis sert de nouveau à Toulon de 1812 à 1814. Il livre combat à la flotte britannique de l'amiral Edward Pellew qui fait le blocus du port, en novembre 1813 et en février 1814.

### La manœuvre duWagram(5 novembre 1813)

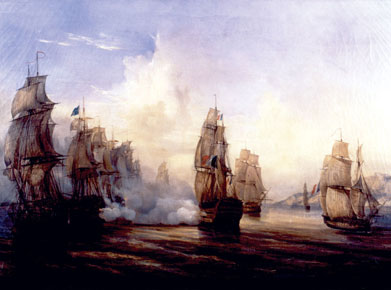
La manœuvre du Wagram. Huile sur toile d'Auguste Mayer. Original à la mairie de Châteaulin et copie au château de Versailles.

Le 5 novembre 1813, douze vaisseaux et six frégates sortent de Toulon, sous le commandement du vice-amiral Emeriau (sur le vaisseau L’Austerlitz), afin d’effectuer des évolutions en dehors de la rade. Cosmao Kerjulien commande une division sur le vaisseau Le Wagram. Ils refoulent vers le large quatre vaisseaux anglais, placés en observation et appartenant à l’escadre de blocus du vice-amiral Pellew. Tandis que l’escadre française retourne au port, le vent change soudainement de direction, gênant considérablement l’entrée des vaisseaux français à Toulon. Ce changement de vent met cependant l’escadre anglaise du vice-amiral Edward Pellew dans une situation avantageuse lui permettant de rejoindre très rapidement les navires français restés à l’arrière. Le vice-amiral Emeriau, constatant le danger, donne alors liberté de manœuvre à ses navires. Ordre leur est donné de retourner au mouillage.

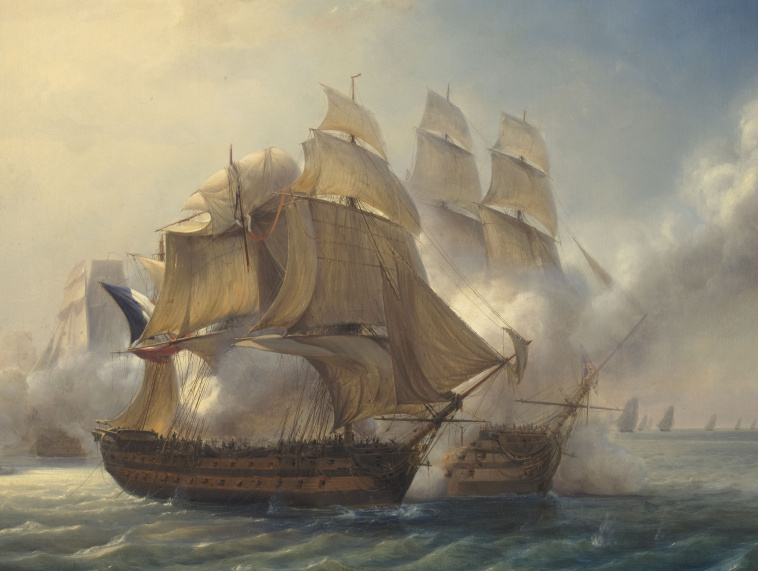
Le combat du Romulus par Pierre-Julien Gilbert.

L’amiral anglais veut en profiter, ordonne une chasse générale et engage à 12 h 45 la canonnade avec les vaisseaux français avec pas moins de sept vaisseaux. La position des Français est alors critique. L'Agamemnon et les frégates La Pénélope et La Melpomène risquent en effet d’être enveloppés par les vaisseaux anglais. Heureusement, à bord du Wagram, le contre-amiral Cosmao Kerjulien prend l’initiative et la responsabilité d’aller soutenir le vaisseau et les deux frégates. Cosmao laisse alors porter en dépendant et couvre l'Agamemnon avec son vaisseau. Il manœuvre ensuite de la même manière à l'égard des frégates la Pénélope et la Melpomène, en prenant position entre elles et les vaisseaux qui menaçaient de les couper. Grâce à cette intervention les navires français purent rejoindre leur mouillage à Toulon. Cette manœuvre est la plus belle qu'ait réalisée Cosmao, dans son style habituel, ce qui lui vaut d'être cité fréquemment pour ce fait d'armes, dans les ouvrages traitant de cette période.
Ce combat n'avait fait de part et d'autre que quelques blessés et de légers dégâts matériels.

### Le combat du 13 février 1814 (combat duRomulus)[14]
Au mois de février 1814, le contre-amiral Cosmao Kerjulien reçoit mission de protéger l'entrée à Toulon du vaisseau le Scipion, attendu de Gênes. Il s'agit de tromper le blocus par la flotte britannique, commandée par Sir Edward Pellew.
Cosmao Kerjulien sort le 12 avec une division de trois vaisseaux de 80 canons : le Sceptre, sur lequel il a son pavillon d'amiral, le Trident et le Romulus et trois frégates de 44 canons : la Médée, l’Adrienne et la Dryade.

Le lendemain, la division se trouvant, à la pointe du jour, à une vingtaine de kilomètres dans le sud-ouest de Fréjus, a connaissance de deux frégates auxquelles elle donne la chasse. Elle est à 30 kilomètres dans le quart sud-est du cap Bénat, lorsqu'est signalée dans le sud l'armée navale de l'amiral Pellew, forte de quatorze vaisseaux dont sept à trois-ponts. Il fait calme lorsque Cosmao Kerjulien ordonne d'abord les dispositions de combat, mais, quelques moments après, la brise s'étant levée, la division fait route vers Toulon, en passant par les îles d'Hyères. Son coup d'œil, rapide et sûr, lui font juger qu'en défilant sur la tête de l'armée anglaise, qui présente une ligne fort étendue, il n'aura affaire qu'à quelques-uns de ses vaisseaux et pourra gagner Toulon avant d'être joint par son corps de bataille.
À onze heures trente, la division sort de ces îles par la petite passe, en ordre de convoi, les vaisseaux et frégates rangés comme suit : le Sceptre, vaisseau-amiral, la Médée, la Dryade, le Trident, l’Adrienne et le Romulus. La manœuvre a réussi et les Britanniques ne peuvent accrocher que la fin de la colonne française. Vers midi trente, le Boyne, vaisseau de tête de la ligne britannique, de 110 canons, ouvre le feu sur la Médée, la Dryade et le Trident qui ripostent avec vigueur jusqu'à ce que, parvenu à passer derrière le Trident, le Boyne peut envoyer à la colonne française une bordée de l'arrière vers l'avant, et séparer ainsi l’Adrienne et le Romulus sur lequel il dirige ensuite exclusivement son feu.
Cosmao, apercevant le danger du Romulus, envisage de manœuvrer avec le Sceptre pour rentrer dans le feu, mais cela aurait introduit le désordre dans la ligne française, permettant aux Britanniques d'engager d'autres navires français. Par ailleurs, les ordres du vice-amiral Emeriau l'incitent à rejoindre le mouillage.
Le Romulus, menacé d'être combattu des deux bords, ce qui eut rendu sa position fort critique, vient immédiatement sur tribord et il continue sa route, serrant la terre de très près. Le Boyne et un second trois-ponts, le Caledonia, canonnent le Romulus qui répond avec vigueur au feu de ses deux adversaires. À la hauteur du cap Brun, menacés maintenant par les batteries des forts qui ont ouvert le feu sur eux (au demeurant très imprécis et peu nourri), les vaisseaux britanniques, rappelés par Pellew, abandonnent la poursuite. Il y a trois quarts d'heure que l'action était engagée. Ensuite, le Romulus parvient à rallier, sur la rade de Toulon, la division que Cosmao Kerjulien y a ramenée, bien que l'ennemi lui croise la route.
Cette action ne constitue pas une grande victoire navale puisque l'affrontement avait été limité à l'engagement de l'arrière-garde, mais les dégâts causés aux Britanniques et la vigueur manifestée, obligèrent ceux-ci à s'éloigner, laissant libre le passage pour que le Scipion puisse rallier Toulon sans encombre. Elle a été relevée par les historiens (y compris anglais) comme un exemple de l'habileté, de la maîtrise de la manœuvre navale, du coup d'œil et du grand sens de l'opportunité de Cosmao Kerjulien. À cette époque, la domination britannique sur mer était écrasante, mais ils ne firent pas preuve, à cette occasion, d'une très grande agressivité. Il s'agit, par ailleurs, du dernier engagement naval du 1er Empire.
Après l'abdication de l'Empereur, en avril 1814, Cosmao Kerjulien succède à Émeriau au commandement de l’escadre de Toulon. À ce titre, il est chargé de l'évacuation de Corfou en juin 1814.

### L'évacuation de Corfou (juin 1814)
Le contre-amiral Cosmao Kerjulien, commandant de l'escadre de la Méditerranée, reçoit l'ordre de réaliser l'évacuation des forces et des ressortissants français de Corfou. Il appareille de Toulon, au début de juin 1814, avec 5 vaisseaux (dont le Sceptre, navire amiral), 4 frégates, 1 brick et des transports et mouille à Corfou le 12 où il commence aussitôt l'embarquement.
Le traité de Paris n'autorisait à emporter que 39 pièces d'artillerie (une pour 1 000 hommes). Cent trente pièces sont embarquées. Le général britannique proteste, mais, mis au défi de venir les chercher, il laisse faire. Le 25, l'escadre met à la voile sur Toulon.
Cosmao fut félicité du déroulement de cette mission par le gouvernement de Louis XVIII, satisfait de voir la façon remarquable dont l'opération s'était déroulée et sans avoir cédé aux Anglais.

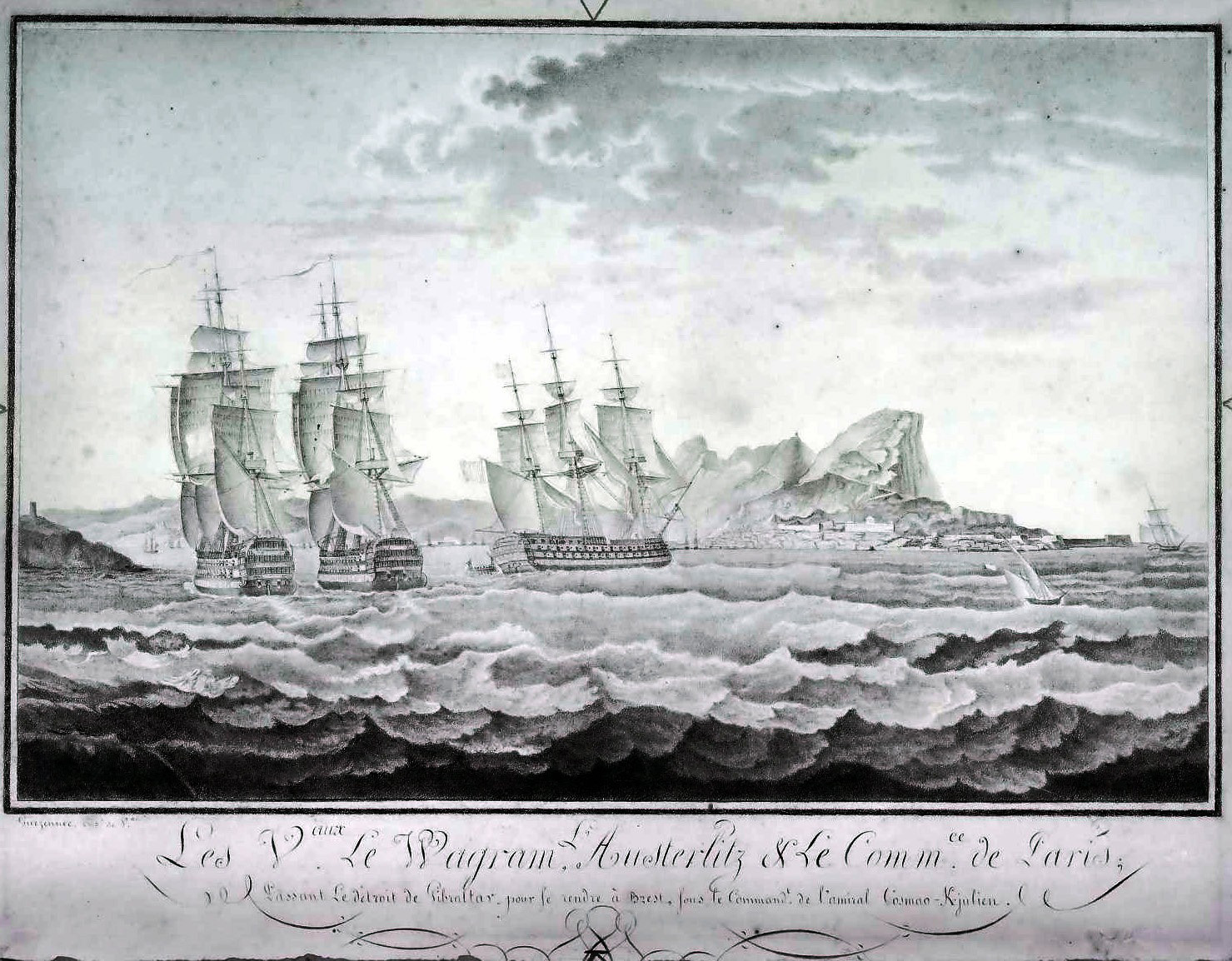
Le passage de Gibraltar par la division commandée par l'amiral Cosmao-Kerjulien (septembre 1814). Lithographie de l'enseigne de vaisseau Guezennec.

En septembre 1814, il embarque pour la dernière fois de sa carrière pour conduire une division à Brest.

## Préfet Maritime de Brest pendant les Cent-jours
En mars 1815, il se rallie à Napoléon et est nommé préfet maritime à Brest pendant les Cent-Jours, en avril 1815 et nommé pair de France en juin, juste avant la défaite de Waterloo. Il est proscrit à la Seconde Restauration et mis à la retraite d'office sans pension au 1er janvier 1816. Il doit se battre pour obtenir finalement la pension qui lui avait initialement été refusée, après 37 années de services dont 32 à la mer (dont 22 en guerre).
Il était franc-maçon, membre de la Loge l'Heureuse Rencontre de Brest à compter de 1789.
Il est l'un des rares marins dont Napoléon Ier fit l'éloge : « Il est le meilleur marin de l'époque et personne n'a été plus brave et plus généreux. »
Toutefois, il ne sera jamais promu vice-amiral, malgré les responsabilités exercées (commandant l'escadre de la Méditerrané en 1814 et préfet maritime de Brest en 1815) et les succès obtenus : c'est le seul amiral français de la marine impériale qui en ait remportés après la bataille de Trafalgar. Son inimitié avec le ministre de la marine, le vice-amiral Decrès, en est peut-être une des raisons. Cantonné dans le commandement de divisions, il ne commandera une escadre qu'en 1814, après l'abdication de Napoléon.

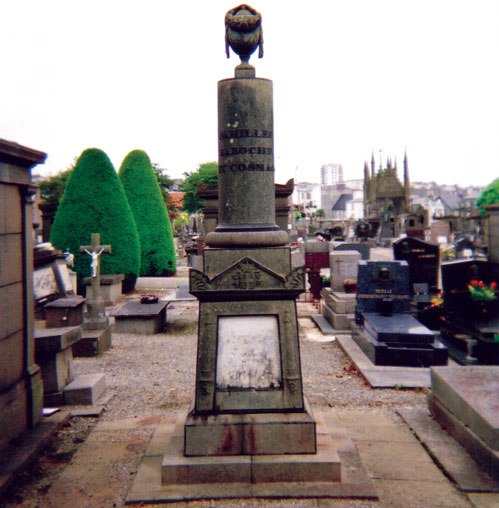
La tombe Cosmao - Bazoche au cimetière St Martin à Brest

Il est décédé à Brest le 17 février 1825 et est inhumé au cimetière Saint-Martin à Brest.

## Descendance
Julien Cosmao Kerjulien épouse en 1791 Marie Josèphe Victoire Bayle (1774 - décédée en 1813 à Anvers) dont il a quatre enfants dont seulement deux filles survivent à l'âge adulte. N'ayant pas de descendance mâle, son titre de baron tombe en déshérence.
Sa fille ainée Zélie (1791-1873) épouse en 1815 Charles Bazoche qui, contre-amiral, sera Gouverneur de l'île Bourbon (île de La Réunion) de 1841 à 1846. Leur petite-fille épousera son cousin Edmond Cosmao Dumanoir. Les Cosmao Dumanoir d'aujourd'hui, seuls descendants du notaire de Châteaulin Jacques Cosmao à porter encore le patronyme Cosmao, sont donc les descendants des deux branches issues de Guillaume Cosmao Dumanoir et de Julien Cosmao Kerjulien, son frère.

## Titres et honneurs
- Baron de l'Empire
- Commandant de la Légion d'honneur
- Chevalier de Saint-Louis
- « Pair de France » (membre de la Chambre des pairs)
- Noms gravés sous l'arc de triomphe de l'Étoile#Pilier nord (10e colonne)
- Un quai de Châteaulin, sa ville natale, porte son nom

## Armoiries
| Figure | Blasonnement |
|        | Armes du baron de l'Empire Cosmao-Kerjulien Écartelé, au 1, d'azur, à deux étoiles d'argent posées en barre, au 2, de gueules, à l'épée haute d'argent posée en pal, au 3, de gueules plein, au 4, d'azur, au vaisseau de ligne soutenu d'une mer, le tout d'argent, à la croix d'or brochant sur les quatre quartiers. Différences entre dessin et blasonnement. Le 3 de gueules plein laisse au titulaire le choix de meubler ce quartier. C'est pourquoi les armes gravées portent au 3 un lion d'argent armé de griffes et langue lampassé de gueules.[réf. nécessaire] |

## Annexe: Navires de la Marine française ayant porté le nom deCosmao
Deux navires de la Marine Française ont porté le nom de « Cosmao ». Toutefois, il a existé un navire corsaire en 1810, portant le nom de Général Cosmao.

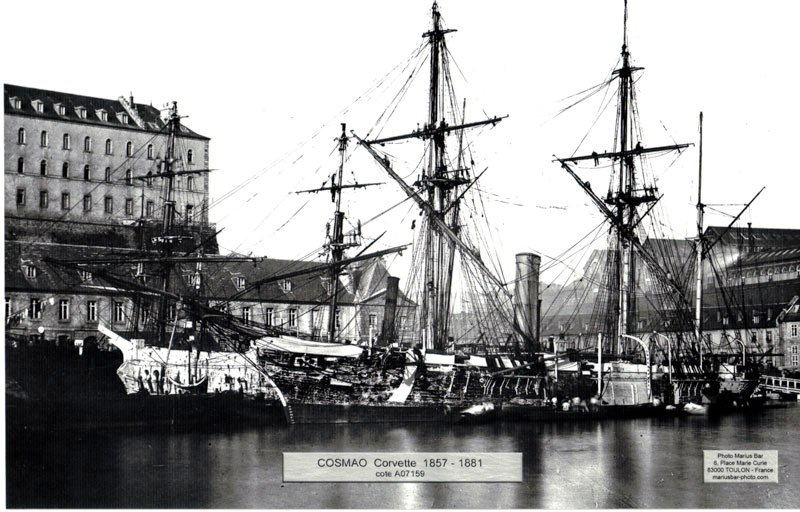
La corvette à hélice Cosmao (1861-1881)

Le premier navire est une corvette à hélice mise en chantier, à Lorient, le 26 novembre 1856, et lancée le 10 juin 1861. 
Ce bâtiment avait les caractéristiques suivantes :
- Déplacement : 1 840 tonneaux
- Machines : 400 chevaux
- Vitesse : 11,6 nœuds
- Artillerie : 12 canons.

Il prit armement le 18 octobre 1861 et fit route, le 22 juillet 1862, pour l'Indochine où il fit campagne pendant 5 ans. Il revint désarmer à Brest le 20 août 1867. Le Cosmao réarma pour essais le 10 juin 1868, fut mis en réserve, le 23 août, et ne reprit armement définitif que le 10 août 1870 pour faire escadre de la mer du Nord. Rentré à Brest en janvier 1871, il fut envoyé à Saint-Nazaire pour escorter un convoi de troupes à destination de Cherbourg. Il repartit de Cherbourg le 31 janvier 1871, pour les mers de Chine et ne rentra en France qu'en février 1874. Il désarma à Brest, le 22 mars, et reprit armement, le 11 juin 1875, pour essais, désarma le 13 juillet et réarma définitivement le 25 octobre 1875, pour une nouvelle campagne dans les mers de Chine. Rentré en France, à la fin de la campagne, le Cosmao fut désarmé et rayé des listes de la flotte le 29 juin 1881.

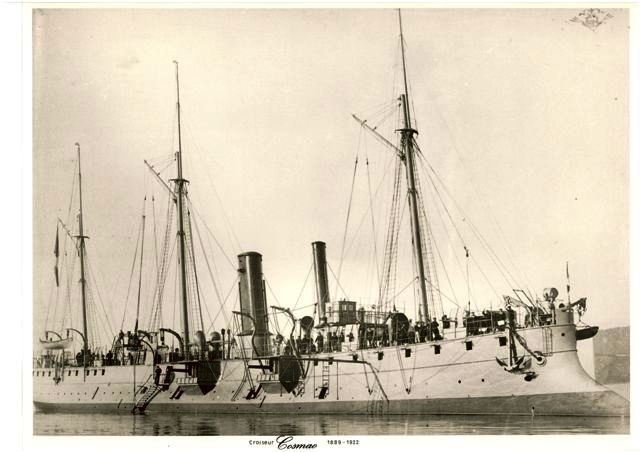
Le croiseur de 3e classe Cosmao (1889-1922)

Le deuxième navire est un croiseur de 3e classe en acier construit à Bordeaux, aux chantiers de la Gironde, et mis à l'eau le 29 août 1889.
Ce bâtiment avait les caractéristiques suivantes :
- Déplacement : 1 877 tonneaux
- Machines : 6 000 chevaux
- Vitesse : 20,6 nœuds
- Armement : 4 canons de 138 mm (2 de chaque bord en batteries latérales), 9 canons de 45 mm et 4 tubes lance-torpilles.

Après avoir effectué ses essais à Rochefort, le Cosmao fit route pour Toulon et, en janvier 1892, au moment des troubles du Maroc, fut détaché à Tanger et sur les côtes du Maroc. Revenu en escadre, il fit partie de la division envoyée représenter la Marine française à Gènes. En décembre 1892, il transporta la dépouille mortelle du Cardinal Lavigerie, d'Alger à Carthage où il fut inhumé initialement. En 1893, le Cosmao fut envoyé dans le Levant. Rentré à Toulon en 1894, il fut désarmé pour subir la transformation de son artillerie en artillerie à tir rapide. Réarmé la même année, il reprit sa place en escadre et, de nouveau, fut détaché dans le Levant. En septembre 1897, de nouveaux troubles ayant éclaté au Maroc, il retourna montrer le pavillon français devant Tanger (en fait, il effectua quelques bombardements d'artillerie sur les côtes du Maroc). Il rentra ensuite à Toulon et, le 12 mars 1898, fut mis en réserve dans ce port. Il reprit armement le 1er mai 1899, pour aller servir de stationnaire à Constantinople et fit route, le 20 mai, pour cette destination. Rentré à Toulon, il fut de nouveau désarmé en septembre 1900. Entre 1900 et 1917, il resta désarmé, puis il fut équipé en mouilleur de mines. En 1918, il se trouvait à Tanger, puis à Bordeaux pour réparations. En 1919, il se rendit à Port-Saïd, avant de rentrer à Rochefort où il fut désarmé définitivement, le 1er août 1919, puis utilisé quelque temps comme ponton dans le port de Rochefort.

### Sources et bibliographie
- « Julien Marie Cosmao-Kerjulien », dans Charles Mullié, Biographie des célébrités militaires des armées de terre et de mer de 1789 à 1850, 1852 [détail de l’édition]
- Prosper Levot, Biographie bretonne, 1852-1856
- Georges Six, Dictionnaire Biographique des Généraux et amiraux français de la Révolution et de l'Empire, Paris, Librairie Historique et Nobiliaire, Georges Saffroy éditeur, 1934
- Jean Marc Van Hille, Dictionnaire des marins francs-maçons, Nantes, éditions le Phare de Misaine, 2008
- Auguste Thomazi, Napoléon et ses marins, éditions Berger-Levrault (1re éd. 1951)réédité sous le titre Les marins de Napoléon, éditions Taillandier, 2004.
- (en) Vivian Stuart et George T. Eggleston, His majesty's sloop of war Diamond Rock, Londres, éditions Robert Halle Ltd, 1978
- Auguste Thomazi, Trafalgar, éditions Payot, 1932
- Michelle Battesti, Trafalgar : Les aléas de la stratégie navale de Napoléon, éditions Napoléon 1er, 2004
- Rémi Monaque, Trafalgar, éditions Tallandier, 2005
- Claude Farrère, Histoire de la Marine Française, éditions Flammarion, 1962 (1re éd. 1934)
- Henry Borjane, Napoléon à bord du Northumberland, éditions Plon, 1936
- Philippe Cosmao Dumanoir, Va de bon cœur L'amiral Cosmao Kerjulien (1761 1825), éditions l'Harmattan, 2017
- Patrick Le Carvèse. Les  premiers préfets maritimes 1800 1815 éditions SPM 2024